# Abd al-Aziz ibn Ámir
Abd al-Aziz ibn Abi Ámir, rey de la Taifa de Valencia (Balansiya), entre 1021 y 1061. 
Hijo de Abd al-Rahman Sanchuelo (llamado así por el parecido físico con su abuelo) y nieto, por lo tanto, también de Almanzor. 
Cuando el califato omeya de Al-Ándalus se dividía en reinos independientes (taifas), Balansiya emergió como uno de los importantes, de la mano de su rey Abd al-Aziz, durante el reinado del cual, según Sanchis Guarner, esta taifa conoció el periodo de mayor esplendor. Las crónicas árabes de la época retratan los musulmanes valencianos como de: 

elegante aspecto y gente rica, que disponía en sus casas de todos los enseres de lujo y de placer, y adquirían cualquier novedad exótica que apareciera
Sanchis Guarner

Tras la caída de Córdoba emigró a Zaragoza y finalmente fue aupado al poder de la taifa de Valencia por el régulo de la taifa de Tortosa, representante del poder amirí con una edad aproximada de 15 años y bajo su protección.
En su política exterior, pasó de tener una buena relación con los reyes de la taifa de Denia y Baleares a la hostilidad; en sus luchas pidió ayuda a los cristianos (como nieto de Sancho II Abarca). Tuvo guerras contra la taifa de Almería, cuya población le llegó a nombrar rey, pero por poco tiempo, entre 1038 y 1044, aunque, finalmente, el gobernador nombrado por él se independizó.

## Rey constructor

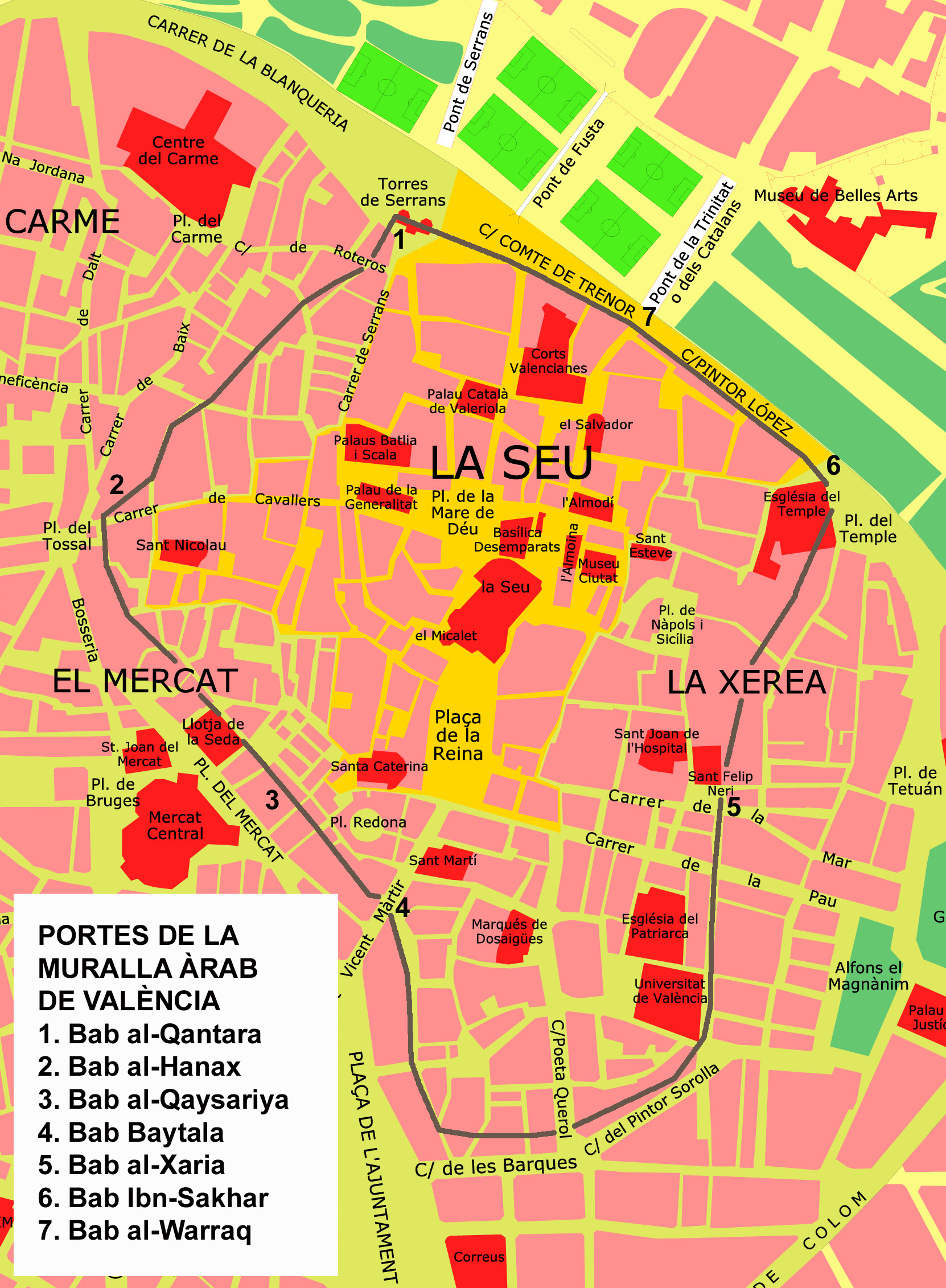
Trazado de la Muralla árabe de Valencia.

Como rey constructor, durante su reinado también se levantó la muralla árabe de Valencia, de la cual todavía quedan algunos lienzos y torres en la actualidad. Según la descripción que nos ha transmitido el geógrafo al-Udrí, la muralla era de gran perfección y tenía siete puertas. Estaba construida de cemento y tenía torres semicirculares de obra, hasta arriba, donde se abrían en una sala cercada.
Aunque la mayor gloria fue por la construcción de la Almunia (palacio real, en árabe), según costumbre de los soberanos musulmanes como un lugar de recreo fuera de la ciudad, donde antes estaba el Palacio del Real de Valencia y ahora el jardín de Viveros. El arabista Henri Pérès en su libro Esplendor de al-Ándalus, habla de la belleza y grandiosidad del palacio, que 

comprendía un gran jardín plantado de árboles frutales y flores y un río que lo atravesaba, y en el centro se encontraba el palacio, con pabellones ricamente decorados, que se abrían al jardín
Henri Pérès

Abd al-Aziz ibn Ámir murió en enero de 1061. Tuvo dos hijos que le sustituyeron en la Taifa de Valencia, Abd al-Málik ben Abd al-Aziz al-Mansur Modafar (1061-1064) y Abu Bakr ben Abd al-Aziz (1075-1085).